# Nemesio Pozuelo Expósito
Nemesio Pozuelo Expósito   (Villanueva de Córdoba, 1904 - Madrid, 2 d'agost de 1980) va ser un polític espanyol, governador civil d'Alacant durant la guerra civil espanyola.
De jove era establert a Andújar, on el 1924 treballava com a peó en la construcció del pantà del riu Jándula. El 1928 va fundar-hi, des del punt de vista sindical, la Societat Obrera de Paletes “El Trabajo” de la UGT, alhora que també hi va fundar la primera cèdula del Partit Comunista d'Espanya. El 1935 es va establir a Jaén, on fou secretari general local del PCE, regidor municipal i el 26 d'abril de 1936 fou escollit un dels tres compromisaris de la província de Jaén per escollir el nou president de la Segona República Espanyola.
En esclatar la guerra civil va dirigir un batalló de Milícies Populars al front de Córdoba i del 16 al 18 de juliol de 1937 fou governador civil d'Alacant, alhora que membre del comitè central del PCE. El 26 de gener de 1939, poc abans d'acabar la guerra, es va exiliar a França, i quan França fou ocupada pel Tercer Reich va marxar a la Unió Soviètica. Es va establir a Leningrad i va lluitar al Front Oriental en l'Exèrcit Roig, raó per la qual fou condecorat. El 1964 treballava a la URSS com a professor i traductor i el 1972 va tornar a Espanya. Es va establir a Madrid, on va morir el 2 d'agost de 1980.